# 2002년 수마트라 지진
2002년 수마트라 지진은 2002년 11월 2일 오전 8시 26분(현지시각)에 인도네시아 수마트라섬 서부 해역에서 일어난 지진이다. 진앙지는 시멀루에이섬 바로 북쪽 해역이며 모멘트 규모 Mw7.4의 지진으로 총 3명이 사망했다. 이 지진은 진앙지 서북쪽 약 60 km 떨어진 해역에서 일어난 2004년 인도양 지진해일의 전진으로 여겨진다.

## 배경
수마트라섬은 인도-오스트레일리아 판과 유라시아판이 만나 수렴하는 섭입대 경계에 있다. 두 판 사이의 섭입은 수마트라섬 근처에서 급한 경사로 내려가며, 순다 메가스러스트라는 섭입대를 따라 거의 순수한 수직단층이, 대수마트라 단층을 따라 거의 순수한 주향이동단층이 있는 수직과 수평이동이 동시에 있는 사교단층이다. 섭입대 경계를 따라 발생하는 거대한 단층 미끄러짐은 대부분 해구형지진으로 발생한다.
역사적으로는 1797년, 1833년, 1861년, 2004년, 2005년, 2007년에 거대한 해구형지진이 발생했으며 대부분 지진과 함께 파괴적인 쓰나미도 발생했다. 그 외에도 1935년, 1984년, 2000년, 2002년에도 위에보다는 작은 해구형지진이 대지진의 주기 중간 단층 미끄러짐 지역 사이 틈새에서 일어나기도 했다.

## 특성
2002년 지진의 단층 파열 지역은 미소산호의 융기 패턴으로 결정된 2004년과 2005년 지진의 단층 파열 영역 사이 경계에 있다. 이 지진은 2004년 진원지와 매우 근접하며, 연구자들은 2004년 지진의 전진이 2002년 지진이라고 파악한다. 시멀루에이섬 인근의 산호초를 연구한 결과 2004년 지진으로 발생한 융기와는 별개로 2002년에도 지진으로 발생한 융기가 보였다. 경험적 그린 함수 분석을 사용해 2004년 지진의 레일리파의 전파를 모델링하는데 2002년 지진파의 파형을 사용했다.

## 피해
지진으로 건물 994채가 파손되었으며 3명이 사망했고 65명이 부상을 입는 등 시멀루에이섬에서 가장 큰 피해가 발생했다.

## 같이 보기
- 인도네시아의 지진 목록
- 순다 메가스러스트